# بيتر دوبسون
بيتر دوبسون (بالإنجليزية: Peter Dobson) من مواليد 16 يوليو 1964 ، ممثل أمريكي أشتهر بدوره في فيلم SING .

## أعماله
- Marvel: Ultimate Alliance 2 (2009) as Iron Fist/Daniel Rand
- 2:22 (2008)
- Remembering Phil (2008)
- Protecting the King (2007) as Elvis
- A Stranger's Heart (2007)
- A-List (2006) as Jason
- مغامرة بوسايدون (فيلم 2005) (2005)
- Snowbound (2001)
- Cover Me: Based on the True Life of an FBI Family (2000)
- Drowning Mona (2000)
- Riot (1997) as Chaz
- The Frighteners (1995): Ray Lynskey
- فورست غامب (1994)
- Johnny Bago (1993)
- Doppelganger (1993)
- لأين يأخذك اليوم (1992)
- The Marrying Man (1991)
- Sing (1989)
- Plain Clothes (1988)
- Modern Girls (1986)

## وصلات خارجية
- بيتر دوبسون على موقع IMDb (الإنجليزية)
- بيتر دوبسون على موقع ألو سيني (الفرنسية)
- بيتر دوبسون على موقع أول موفي (الإنجليزية)
- بيتر دوبسون على موقع قاعدة بيانات الأفلام السويدية (السويدية)
- بيتر دوبسون على موقع إن إن دي بي (الإنجليزية)
- بيتر دوبسون على موقع قاعدة بيانات الفيلم (الإنجليزية)
- بيتر دوبسون على موقع كينوبويسك (الروسية)